# Atletica leggera alla XXIX Universiade - 10000 metri piani maschili
I 10000 metri piani maschili alla XXIX Universiade si sono svolti il 24 agosto 2017.

## Risultati
| Pos. | Corsia | Nome                     | Nazionalità | Tempo    | Note                          |
| ---- | ------ | ------------------------ | ----------- | -------- | ----------------------------- |
|      | 5      | Sadic Bahati             | Uganda      | 29'08"68 | Miglior prestazione personale |
|      | 18     | Alexandru Nicolae Soare  | Romania     | 29'12"76 | Miglior prestazione personale |
|      | 1      | Kazuya Shiojiri          | Giappone    | 29'20"96 |                               |
| 4    | 2      | John Kateregga           | Uganda      | 29'44"31 |                               |
| 5    | 8      | Samuel Barata            | Portogallo  | 29'54"89 |                               |
| 6    | 11     | Jeromy Andreas           | Sudafrica   | 29'56"09 |                               |
| 7    | 21     | Mokofane Kekana          | Sudafrica   | 30'33"03 |                               |
| 8    | 6      | Riley Cocks              | Australia   | 30'47"00 |                               |
| 9    | 10     | Kevin Tree               | Canada      | 31'00"31 |                               |
| 10   | 9      | Thijs Nijhuis            | Danimarca   | 31'10"61 |                               |
| 11   | 16     | Marianio Eesou           | Sudafrica   | 31'12"90 |                               |
| 12   | 14     | Bryce Anderson           | Australia   | 31'14"22 |                               |
| 13   | 12     | Evan Esselink            | Canada      | 31'18"20 |                               |
| 14   | 3      | Sergio Alejandro López   | Colombia    | 32'44"00 |                               |
| 15   | 17     | Nawasinghe Mudiyanselage | Sri Lanka   | 32'55"67 |                               |
| 16   | 20     | Abdullah Al-Quraini      | Oman        | 33'14"52 |                               |
|      | 4      | Gantulga Dambadarjaa     | Mongolia    | DNF      |                               |
|      | 19     | Kenneth Migadde          | Uganda      | DNF      |                               |
|      | 13     | Ramazan Özdemir          | Turchia     | DNF      |                               |
|      | 7      | Siyambango Siyoto        | Zambia      | DNF      |                               |
|      | 15     | Takato Suzuki            | Giappone    | DNS      |                               |